# Parapenaeopsis longirostris
Parapenaeopsis longirostris is een tienpotigensoort uit de familie van de Penaeidae. De wetenschappelijke naam van de soort is voor het eerst geldig gepubliceerd in 2004 door Chandra & Bhattacharya.